# Lubnów (powiat ząbkowicki)
Lubnów (niem. Liebenau) – wieś w Polsce położona w województwie dolnośląskim, w powiecie ząbkowickim, w gminie Ziębice.

## Podział administracyjny
W latach 1945–1954 i 1973–1976 miejscowość była siedzibą gminy Lubnów. W latach 1954–1972 wieś należała i była siedzibą władz gromady Lubnów. W latach 1975–1998 miejscowość należała administracyjnie do województwa wałbrzyskiego.

## Demografia
Według Narodowego Spisu Powszechnego (III 2011 r.) liczył 573 mieszkańców. Jest trzecią co do wielkości miejscowością gminy Ziębice.

## Zabytki
Do wojewódzkiego rejestru zabytków wpisane są:
- Kościół św. Andrzeja Apostoła w Lubnowie, z XVIII w., parafialny
- plebania, nr 40, z drugiej połowy XVIII w.

## Szlaki turystyczne
- Żółty:  Ziębice - Osina Wielka - Starczówek - Lubnów - Chałupki - Paczków